# Rhinopithecus bieti
Rhinopithecus bieti (Рінопітек юньнаньський) — вид приматів з роду Rhinopithecus родини Мавпові.

## Опис
Довжина голови й тіла: 51-83 см, довжина хвоста: 52-75 см, вага самців: 15-17 кг, вага самиць: 9,2-12 кг. Хутро в основному чорне або темно-коричневе на кінцівках і верхній частині голови. Сідниці, шия, пахви і черево білуваті. Морда гола і рожева, область навколо очей світло-жовта або світло-зелена.

## Поширення
Цей вид зустрічається тільки на південному заході Китаю (Тибет і Юньнань). Цей вид зустрічається у висотних вічнозелених лісах, як нижніх (близько 3000 м) так і верхніх (до близько 4700 м). Віддає перевагу ялиново-модриновому лісі. У північній провінції Юньнань, було виявлено, живе в основному в кипарисових лісах.

## Стиль життя
Вид в основному листоїдний, хоча повідомляють, що лишайники також є важливою частиною раціону в північній частині ареалу. Вид напівземний і денний. Основні моменти діяльності це рано вранці і пізно ввечері. Вони живуть разом у великих організаціях до 200 тварин. Ці асоціації складаються з окремих гаремних груп.
Парування відбувається в серпні та вересні, в березні або квітні самиця народжує, як правило, одне дитинча. Новонароджені мають зовсім біле хутро, але стають сірими протягом кількох місяців. Самці стають статевозрілими в 5-6 років, самиці в 4—5 років.

## Загрози та охорона
Серйозною загрозою для цього виду є полювання. Виду також загрожує втрата середовища існування, особливо від заготівлі лісу. Цей вид занесений в Додаток I СІТЕС. Проживає на охоронних територіях.